# Lomographa merricki
Lomographa merricki là một loài bướm đêm trong họ Geometridae.